# L'Épreuve des jumeaux
 (juillet 2017).
Si vous disposez d'ouvrages ou d'articles de référence ou si vous connaissez des sites web de qualité traitant du thème abordé ici, merci de compléter l'article en donnant les références utiles à sa vérifiabilité et en les liant à la section « Notes et références ».
L'Épreuve des jumeaux (titre original : Test of the Twins) est un roman de fantasy de la série Lancedragon écrit par Margaret Weis et Tracy Hickman et publié en 1986. C'est le troisième et le dernier roman dans la Trilogie des légendes de Lancedragon, une série racontant en détail le voyage dans le temps des jumeaux imaginaires Raistlin Majere et Caramon Majere, accompagnés de Crysania et Tasslehoff Raclepieds.

## Cadre
Ce roman commence là où le dernier s'était arrêté; Caramon Majere et Tasslehoff Racle-pieds sont dans un monde gris sombre, et Raistlin Majere est avec Crysania dans les Abysses.

## Résumé
Le roman commence par un court prologue qui raconte la courte chevauchée de Kharas, un héros nain, qui s'enfuit d'une bataille. Kharas entend une énorme explosion, c'est la destruction d'une forteresse qui est dû à des forces magiques se combinant ensemble - résultat de Raistlin qui entre dans les Abysses ainsi que de Caramon et Tas voyageant dans le temps.
Caramon et Tas arrivent deux ans avant le moment prévu, et ils découvrent qu'une constellation de sablier (le sablier étant le symbole de Raistlin) domine le ciel - Raistlin ayant vaincu Paladin, patriarche des dieux, et Takhisis, reine des ténèbres. Le monde est dépourvu de vie, il n'y a rien d'autre que de la boue. Ils trouvent le propre cadavre de Caramon (le Caramon du "futur"), puis la tour de Wayreth, un rempart de la magie, où les deux seules créatures survivantes, Par-Salian, maître de la magie, et Astinus, l'être immortel qui écrit tout ce qui se passe dans le monde, sont en train de noter les derniers instants du monde.
Astinus dit à Raistlin qu'il restera seul pour l'éternité, et écrit que c'est la fin du monde, mais Caramon (le Caramon du "passé") arrive à ce moment-là, changeant tout. Il reçoit le dernier livre d´Astinus, et Par-Salian lui indique qu'il doit empêcher Raistlin de sortir des Abysses.
Le roman revient ensuite sur Raistlin qui se trouve dans les Abysses. Raistlin est en proie à des illusions magiques, mais il arrive à se contrôler et il voit Crysania. Dans ses moments de transes, face à la magie, il est persuadé d'être à un procès. 
Kitiara est vue discutant de projets avec Sobert, puis Tanis parlant avec Lord Gunthar Uth Wistan, le grand maître des chevaliers de Solamnie. Raistlin est aux prises avec de nouvelles hallucinations dans les Abysses, et un barrage physique attaque Crysania lorsqu'elle le protège. Raistlin voit une autre illusion, et afin de la surmonter, Crysania est sévèrement blessée et elle devient aveugle. Raistlin refuse alors de rester avec elle, puisqu'elle ne lui sert plus à rien.
De retour à Palanthas, Tanis se rend à la Tour des Hauts Prêtres où Kitiara apparaît dans une citadelle volante, un énorme château qui vole grâce à la magie. Kitiara vole juste au-dessus de la Tour, cependant elle n'a pas besoin de l'attaquer puisqu'elle possède le chevalier de la mort, Sire Sobert, à ses côtés. Tanis vole jusqu'à Palanthas pour avertir et préparer la défense. Caramon et Tas, maintenant à la bonne époque, arrivent à Palanthas. Ils lisent le livre d'Astinus et découvre que Tanis meurt dans le combat contre Sobert. 
Tanis et Caramon, accompagnés de Tas, prennent le contrôle de la citadelle. Ils découvrent alors dans le livre que Dalamar essaye d'arrêter Raistlin lorsqu'il est tué par Kitiara. Kitiara rentre dans la Tour et blesse Dalamar, qui la blesse mortellement en retour. Caramon et Tanis arrivent alors rapidement sur les lieux. Dalamar est trop faible pour battre Raistlin. Caramon entre dans les Abysses, étant le seul à pouvoir arrêter Raistlin. Sobert vient réclamer le corps de Kitiara. Raistlin rencontre Caramon et il lui indique son inévitable échec ; il donne à Caramon le bâton de Magius avec lequel il pourra fermer le portail et stopper Takhisis. Raisltin est attaqué par la Reine, et il est dit qu'il s'endort dans un sommeil sans rêves, protégé d'elle. Caramon sort et ferme le portail, en ayant récupéré Crysania, qui est toujours vivante.
Le combat de Palanthas est remporté par le peuple de Palanthas au prix de la destruction d'une grande partie de la ville. Crysania, maintenant en bonne santé mais aveugle, prend la tête du temple de Paladine. Dalamar scelle le laboratoire où le Portail restera ici pour toujours. Caramon retrouve alors sa femme, Tika, et ils sont fous de joie de se retrouver. Tasslehoff trouve un endroit sur la carte qu'il n'a jamais visité et il s'y téléporte à l'aide de l'appareil à voyager dans le temps.

## Personnages
- Raistlin Majere, un mage maléfique et puissant déterminé à devenir un dieu.
- Caramon Majere, un guerrier et le frère jumeau de Raistlin qui essaye d'arrêter son frère.
- Crysania, une prêtresse de Paladine qui aide Raistlin.
- Tasslehoff Racle-pieds, kender qui aide Caramon.
- Tanis Demi-Elfe, un ami de Caramon qui essaye de défendre Palanthas.
- Dalamar, l'apprenti de Raistlin, qui planifie de le stopper.
- Kitiara Uth Matar, la demi-sœur de Raistlin et Caramon, essaye d'atteindre Palanthas pour rencontrer Raistlin.
- Seigneur Sobert, un chevalier de la mort au service de Kitiara, il la veut morte pour l'avoir tout à lui.